# Jacinto Belo da Fonseca
Jacinto Belo da Fonseca foi um político português  secretario Geral do Distrito de Angra do Heroísmo e foi Governador Civil interino desde 20 de Agosto a Outubro de 1870.